# كيتوم
كيتوم من كيتّو 𒃻𒄀𒈾، المعروفة أيضًا باسم نيغينا ، هي إلهة في بلاد ما بين النهرين اعتبرت بالعموم تجسيدًا للحقيقة . وكانت تنتمي إلى دائرة إله الشمس أوتو / شمش وارتبطت بالقانون والعدالة.

## الشخصية
اسم كيتوم يعني "الحقيقة"، في الأكادية، وكانت الإلهة تُعد أقنومًا إلهيًا لهذا المفهوم. لم يثبت وجود نيغينا نظيرة كيتوم السومرية، قبل العصر البابلي القديم ، فمن المحتمل أن الاسم الأكادي كان أقدم، مما يجعل نيغينا ترجمة مصطنعة. ومن الممكن أن تكون الأمثال أو الحوارات التي كانت تنسخ في مدارس الكتابة والتي تم فيها تجسيد الحقيقة بمثابة مقدمة لفكرة الإلهة التي تجسد الحقيقة. الأسماء التي تحتوي على اسم نيغينا موثقة بالفعل في مصادر من فترة سلالة أور الثالثة ، ومن الأمثلة على ذلك نيغينايدوغ ("الحقيقة جيدة")، ولكن لا يوجد ما يشير إلى أنها كانت بالضرورة أسماء ثيوفورية ، والكلمة مكتوبة بدون علامة دينجير التي تسبق الأسماء الإلهية.  يمكن مساواة كيتوم بشكل بديل مع نيغزيدا أحد شخصيات بلاط أوتو، لكن معنى الاسم الأخير لم يكن متطابقًا، وتعتبر مصطلحات مثل " الإخلاص " أو " البر " ترجمات أكثر دقة.
وكون كيتوم أحد الآلهة المرتبطة بالقانون والعدالة.  فكان من الممكن الاستشهاد بها في النصوص القانونية كشاهدة إلهية. 

## الارتباطات مع الآلهة الأخرى
هناك اختلافات فيما يتعلق بموقع كيتوم في بلاط أوتو بين نسخ آن = أنوم ، فتظهر عادةً على أنها أولى بناته، لكن بعض النسخ تشير إليها بدلاً من ذلك باعتبارها سوكال اوتو الإلهية، وتذكر إحدى النسخ كيتوم ونيغينا كإلهين منفصلين، إذ يُشار إلى الأول باعتباره ابنًا والأخيرة باعتبارها ابنة أوتو. يزعم كلاين Jacob Klein أن كيتوم كانت تعتبر الابنة "الأساسية" لإله الشمس. ويشير إلى نص يصفها بأنها "الابنة الحبيبة لأوتو" . وكان يُنظر إلى الآلهة مامو وسيسيغ على أنهما شقيقان لها. 
كانت يقبي-داميق بمثابة سوكال كيتوم. وفقًا لليتكي Richard L. Litke يجب اعتبار حالات وجود سوكال له سوكال خاص به، على الرغم من أنها معروفة، بمثابة شذوذ  إن اسم يقبي-داميق يعني "قالت إنه جيد!"  بينما ترجمه لامبرت Wilfred G. Lambert سابقًا بمعنى "قال، إنه لطيف"، مفترضًا أن يقبي-داميق ذكرًا.  إلا أنه هناك نص معروف يشير إليها باعتبارها "ابنة". كما وردت أيضًا في قائمة الآلهة آن = أنوم ، وفي التعويذات شورفو Šurpu .  كما ورد ذكر مرض يسمى "يد يقبي-داميق" في نص طبي إلى جانب "يد نانايا " و "يد كانيسورا ". 

## العبادة
تشير المصادر من العصر البابلي القديم إلى وجود معبدين لكيتوم، أحدهما في باد تيبيرا والآخر في موقع رخابو، بالقرب من لارسا. أسمائهم الاحتفالية غير معروفة حاليًا،  وتشير الوثائق المتاحة ببساطة إلى كليهما باسم إي د كي-يت-تيم. 
في قوائم سيبار للقرابين، تظهر كيتوم عادةً إلى جانب ميشارو ، وهو إله من دائرة أدد كان مرتبطًا أيضًا بالعدالة. وفي العصر البابلي الحديث صُنف كليهما أيضًا مع أومو ودجانو.  ومن المحتمل أنها كانت من بين الآلهة التي كانت تُعبد في إيبابار، معبد شمش الواقع في هذه المدينة.  خارج سيبار، تم أيضًا توثيق الثنائي كيتوم وميشارو في آشور في شعائر تكلتو  ومن المعروف أيضًا في المصادر الآشورية الحديثة أن هناك إشارات إلى هذا الزوج باعتباره "خدم إيكور ". 
الأسماء الثيوفورية التي تستحضر كيتوم معروفة من لارسا وأور ، ومن الأمثلة على ذلك كيتوم-ليزيز وأبيل-كيتوم. كما وردت الأسماء الثيوفورية للنساء في ماري من الفترة البابلية القديمة.  هي واحدة من الآلهة السبعة التي تظهر في الأسماء مع اللفظ - شيمهي šimhī ، والستة الآخرون هم انو و ادمو و عشتار و يشخارا و أيا وتابوبو. يمكن ترجمة اسم كيتوم-شيمهي إلى "كيتوم سعادتي".  وهي أيضًا واحدة من آلهة بلاد ما بين النهرين التي تظهر في الأسماء الثيوفورية الأكادية في سوسة من نفس الفترة. 

## هوامش
1. 1 2 3 4 5 6 7 8 9 10 11  Klein 1998، صفحة 311.
2. 1 2  "electronic Babylonian Library المكتبة البابلية الإلكترونية".
3. ↑  Krebernik 2008، صفحة 354.
4. 1 2 3 4 5 6 7  Klein 1998، صفحة 312.
5. ↑  Krebernik 2011، صفحة 602.
6. ↑  Litke 1998، صفحة 133.
7. 1 2  George 2000، صفحة 298.
8. 1 2  Lambert 1980، صفحة 151.
9. ↑  Stol 1998، صفحة 147.
10. 1 2  George 1993، صفحة 168.
11. ↑  Horowitz 1998، صفحة 84.
12. ↑  Schwemer 2001، صفحة 67.
13. 1 2  Nakata 1995، صفحة 248.
14. ↑  Nakata 1995، صفحة 240.
15. ↑  Zadok 2018، صفحة 155.